# هبن آل ملهي (حجر الصيعر)

تعديل مصدري - تعديل

هبن آل ملهي هي إحدى قرى عزلة حجر الصيعر بمديرية حجر الصيعر التابعة لمحافظة حضرموت، بلغ تعداد سكانها 46 نسمة حسب تعداد اليمن لعام 2004.